# Cremnops bispinosus
Cremnops bispinosus är en stekelart som beskrevs av Szepligeti 1905. Cremnops bispinosus ingår i släktet Cremnops och familjen bracksteklar. Inga underarter finns listade i Catalogue of Life.